# Flames (canção)
"Flames" é uma canção do DJ e produtor francês David Guetta e da cantora australiana Sia, gravada para o sétimo álbum de estúdio do primeiro 7. O seu lançamento ocorreu a 22 de março de 2018 através da editora discográfica What a Music. O tema marca a quinta colaboração entre os dois artistas, após "Titanium", "She Wolf (Falling to Pieces)", "Bang My Head" e "Helium".

## Faixas e formatos
| Descarga digital |          |         |  |
| N.º              | Título   | Duração |  |
| 1.               | "Flames" | 3:15    |  |

## Desempenho comercial

### Posições nas tabelas musicais
| Tabela musical (2018)                             | Melhor posição |
| ------------------------------------------------- | -------------- |
| Alemanha - Single-Charts                          | 7              |
| Argentina - Argentina Hot 100                     | 84             |
| Austrália - ARIA Singles Chart                    | 19             |
| Áustria - Ö3 Austria Top 40                       | 7              |
| Bélgica - Ultratop 50 (Flandres)                  | 7              |
| Bélgica - Ultratop 50 (Valónia)                   | 3              |
| Brasil - Brasil Hot 100 Airplay                   | 82             |
| Canadá - Canadian Hot 100                         | 66             |
| Croácia - ARC 100                                 | 6              |
| Dinamarca - Tracklisten                           | 40             |
| Escócia - Scottish Singles Chart                  | 2              |
| Eslováquia - Singles Digitál Top 100              | 9              |
| Eslovênia - SloTop50                              | 1              |
| Espanha - PROMUSICAE                              | 38             |
| Estados Unidos - Billboard Dance Club Songs       | 4              |
| Estados Unidos - Billboard Dance/Electronic Songs | 9              |
| Finlândia - Suomen virallinen lista               | 6              |
| França - SNEP                                     | 2              |
| Hungria - Single Top 40                           | 1              |
| Irlanda - Top 100 Singles                         | 15             |
| Israel - Media Forest                             | 9              |
| Itália - FIMI                                     | 11             |
| Letônia - Latvijas Top 40                         | 3              |
| Luxemburgo - Luxembourg Digital Songs             | 1              |
| México - Mexico Airplay                           | 26             |
| Noruega - VG-lista                                | 1              |
| Nova Zelândia - NZ Heatseekers                    | 3              |
| Países Baixos - Mega Single Top 100               | 4              |
| Países Baixos - Dutch Top 40                      | 2              |
| Polónia - Polish Airplay Top 100                  | 1              |
| Portugal - AFP                                    | 16             |
| Reino Unido - UK Singles Chart                    | 7              |
| Chéquia - Singles Digitál Top 100                 | 5              |
| Chéquia - Radio - Top 100                         | 1              |
| Rússia - Tophit 100                               | 1              |
| Suécia - Sverigetopplistan                        | 9              |
| Suíça - Schweizer Hitparade                       | 2              |
| Ucrânia - Tophit 100                              | 4              |
| Venezuela - Anglo                                 | 28             |

### Certificações
| País        | Provedor     | Certificação |
| ----------- | ------------ | ------------ |
| Alemanha    | BVMI         | Ouro         |
| Austrália   | ARIA         | Ouro         |
| Bélgica     | BEA          | Ouro         |
| Canadá      | Music Canada | Platina      |
| Espanha     | PROMUSICAE   | Ouro         |
| França      | SNEP         | Platina      |
| Itália      | FIMI         | Platina      |
| Suíça       | IFPI Suíça   | Ouro         |
| Reino Unido | BPI          | Ouro         |